# Trigonoptera flavipicta
Trigonoptera flavipicta là một loài bọ cánh cứng trong họ Cerambycidae.